# Oberlausitzer Heimatblätter
Die Oberlausitzer Heimatblätter sind eine seit 2004 erscheinende regional- und kulturgeschichtliche Zeitschrift. Bis 2012 wurden sie vom Oberlausitzer Verlag in Zittau herausgegeben, seit 2013 (beginnend mit Heft 36) erscheinen sie im Via Regia Verlag in Olbersdorf bzw. seit 2017 in Königsbrück. Die Zeitschrift erscheint vierteljährlich.
Als Nachfolgezeitschrift des Bibliotheksjournals der Christian-Weise-Bibliothek Zittau wurde nicht nur das Erscheinungsbild neu gestaltet, sondern auch der inhaltliche Umfang auf die gesamte Oberlausitz ausgedehnt. Damit enthält die Zeitschrift nunmehr Beiträge, die sich mit der Oberlausitz, Niederschlesien und Nordböhmen befassen.